# Ante Tomić (novinar)
Ante Tomić (Split, 22. travnja 1970.), hrvatski romanopisac, pripovjedač, kolumnist i feljtonist, komediograf i filmski scenarist. Nakon nekoliko godina novinarstva opredijelio se gotovo isključivo za satiru u raznim medijskim i umjetničkim formama.

## Život i djelo
Osnovnu školu završio je u selu Prološcu pored Imotskog gdje je i živio do svoje četrnaeste godine. Nakon toga je bio pitomac vojne srednje škole JNA u Zagrebu. Završio je studij filozofije i sociologije na Filozofskom fakultetu u Zadru. Kao pisac prvi put se pojavljuje u novinama "Slobodna Dalmacija," a 2001. prelazi u novine "Jutarnji List." Prvu zbirku priča Zaboravio sam gdje sam parkirao objavljuje 1997., a njezino prošireno izdanje 2001. godine. Njegov roman prvijenac Što je muškarac bez brkova izlazi 2000. godine. Roman je postigao veliki uspjeh. Do sada je imao sedam izdanja. Godine 2001. objavljuje knjigu feljtona Smotra folklora.  Zajedno s Ivicom Ivaniševićem napisao je dramu Krovna udruga. U adaptaciji Aide Bukvić zagrebački je HNK uprizorio roman Što je muškarac bez brkova. Predstava je na Marulićevim danima 2002. godine osvojila nagradu za najbolju predstavu u cjelini. Godine 2003. izdaje roman Ništa nas ne smije iznenaditi, potom 2004. godine knjigu feljtona Klasa optimist, a 2005. godine roman Ljubav, struja voda i telefon. 
Tomić radi kao novinar za Jutarnji list. Istodobno piše tjednu kolumnu Vlaška posla za Slobodnu Dalmaciju. Dobitnik je nagrade Hrvatskog novinarskog društva za najbolju reportažu (1996.) i kolumnu (2005.). Potpisnik je Deklaracije o zajedničkom jeziku, u kojoj se tvrdi da se u Hrvatskoj, Bosni i Hercegovini, Srbiji i Crnoj Gori govore nacionalne standardne varijante zajedničkog policentričnog standardnog jezika, i o kojoj govori u medijima.

## Kontroverze
Tomić je napustio Slobodnu Dalmaciju nakon što je 53 hrvatskih športaša u javnom pismu osudilo njegov istup protiv Blanke Vlašić u kolumni u spomenutom listu u kojoj je iznio kršćanofobne stavove.
U svojoj kolumni u studenom 2016. u Jutarnjem listu osvrćući se na ekshumaciju posmrtnih ostataka iz Hude Jame okarakterizirao je žrtve Bleiburškog pokolja »gnjilim truplima«. Dio javnosti osudio je tekst kolumne u kojoj je marginalizirao žrtve partizanskih poslijeratnih zločina.
Građanska inicijativa »Pomozimo djeci s invaliditetom« uputila je Tomiću javno pismo i zatražila ispriku nakon što je osobe s poteškoćama u razvoju prozvao »medicinskim idiotima«.

## Filmovi i TV
Tomić je koscenarist filma Posljednja volja (zajedno s Ivicom Ivaniševićem), te TV serije Novo doba (zajedno s Renatom Baretićem i Ivicom Ivaniševićem).
Godine 2005. Hrvoje Hribar je prema njegovu prvom romanu snimio film Što je muškarac bez brkova, 2006. godine redatelj Rajko Grlić je prema Tomićevoj knjizi Ništa nas ne smije iznenaditi snimio film Karaula.

## Nagrade i priznanja

### Nagrade za novinarstvo
- Nagrada HND Marija Jurić Zagorka – za reportažu 1996.
- Nagrada HND Marija Jurić Zagorka – za komentar/kolumnu 2004.
- Nagrada Slobodne Dalmacije Miljenko Smoje 2011.

### Nagrade za književnost
- Kiklop za hit godine (za Građanina pokornoga) 2006.

### Nagrade za kazalište
- Nagrada za najbolju predstavu u cjelini na Marulićevim danima (za Što je muškarac bez brkova) 2002.
- Specijalna nagrada Velika liska (zajedno s Rajkom Grlićem, za predstavu Ustav Republike Hrvatske) na Mostarskoj liski 2018.

### Nagrade za film
- Nagrada za najbolji scenarij (s Rajkom Grlićem) na Festivalu Raindance 2017. za film Ustav Republike Hrvatske (istodobno nagrađen i kao najbolji film).

## Vanjske poveznice
- Ante Tomić u internetskoj bazi filmova IMDb-u (engl.)